# Born slippy
«Born slippy» és una cançó del grup gal·lès de música electrònica Underworld. Va ser publicada per primera vegada com a doble senzill el maig de 1995. La lletra descriu de manera fragmentada la perspectiva d'una persona alcohòlica. Lèxit del tema ha travessat generacions i es manté com una de les icones de la música electrònica mundial. L'any 2020, el grup de rock català Remei de Ca la Fresca en va fer una versió amb el títol «Nacut descarat».

## Història
Després d'aparèixer a la banda sonora de la pel·lícula Trainspotting de 1996, «Born slippy» es va publicar com a senzill l'1 de juliol de 1996 i va assolir el número dos a la UK Singles Chart. Ha estat considerat un dels millors temes de la dècada del 1990 per nombroses publicacions musicals. The Guardian la va anomenar «l'èxit més experimental i sonorament extrem dels anys 1990», juntament amb el senzill «Setting sun» de 1996 de Chemical Brothers, i entre «els èxits més estranys de tots els temps».
«Born slippy» inclou un bombo «martellejant», veus distorsionades i acords de sintetitzador «celestials». La cançó està en A♯ i B♭, i el tempo de four-on-the-floor és de 140 pulsacions per minut. El cantant Karl Hyde va escriure la lletra de «Born slippy» després d'una nit de copes al Soho. Hi va descriure el seu alcoholisme i esperava capturar la manera com un borratxo «veu el món en fragments». El compositor, Rick Smith, va afirmar que la lletra reflectia «aquesta energia del moviment, del temps i del lloc», comparant-ho amb una pintura abstracta.
Per a la pel·lícula T2 Trainspotting (2017), Smith va crear una nova versió amb acords estirats en el temps, «Slow slippy», i va afirmar que «fa 20 anys que toquem "Born slippy" en directe, i la reacció del públic és tan forta que gairebé és aclaparadora, mai no es cansa i continua emocionant a la gent».
| 1. | «Born slippy»       | 8:57  |
| 2. | «Born slippy .NUXX» | 11:37 |

«Born slippy .NUXX 2003» és una versió de «Born slippy» reeditada per Underworld per a promocionar l'àlbum 1992–2002, publicat el 2003. Es van encarregar nous remixes per a aquesta edició, juntament amb un nou videoclip compilat per Danny Boyle a partir d'imatges de Trainspotting. Aquesta versió va arribar al número 1 a la UK Dance Chart durant la primera setmana de novembre de 2003.
| 1. | «Born slippy Nuxx (2003 Edit)»             | 3:58 |
| 2. | «Born slippy Nuxx (Atomic Hooligan Remix)» | 7:19 |
| 3. | «Born slippy Nuxx (Paul Oakenfold Mix)»    | 8:11 |